# Мошков, Кирилл Владимирович
Кирилл Владимирович Мошков (8 марта 1968, Москва) — российский журналист, джазовый обозреватель, писатель, музыкант, издатель и главный редактор журнала «Джаз. Ру», главный редактор ведущего российского джазового портала www.jazz.ru.

## Биография
Родился 8 марта 1968 года в Москве, в семье кинорежиссера-документалиста Владимира Эрвайса и Ирины Мошковой.
C 1984 по 1991 год учился на факультете журналистики Московского государственного университета им. М. В. Ломоносова, где совместно с Андреем Добровым создал рок-группу «Секретный ужин».
В музыкальной журналистике с 1989 года (программа «Чертово колесо» Главной редакции музыкальных программ Центрального телевидения СССР). Вел авторские музыкальные программы на радиостанциях Голос России (1994), Радио Вокс (1993—1994), Радио «Ракурс» (1994—1997). В 1994—1996 гг. работал в газете New Hot Rock издательского дома Огонёк, в 1996—1998 гг. был редактором джазовых новостей в отделе новостей академической музыки информационного агентства InterMedia.
С 1998 года — главный редактор портала «Джаз. Ру», с 2005 — также и издатель портала и, с конца 2006 — журнала «Джаз. Ру».
C 2018 года — соучредитель и директор по исследовательской работе АНО «Центр исследования джаза». В 2019 году от лица Центра курировал выставку «Москва джазовая» в Центре Гиляровского (филиал Музея Москвы).
С 2019 года преподает курс истории стилей музыкальной эстрады в ГБПОУ «Академия джаза» (г. Москва).
В 2022 году кинокомпания «ЮВИ+» и Фонд Игоря Бутмана выпустили на экраны полнометражный документальный фильм об истории джаза в России «ДЖАЗ 100», в котором Мошков выступил в качестве автора сценария и одного из нарраторов фильма.
В 2022 году в Российском национальном Музее музыки открылась выставка «Джаз! 100! Россия!», научным руководителем которой от лица АНО «Центр исследования джаза» стал Кирилл Мошков.
Помимо музыкальной журналистики, пишет научную фантастику, ряд романов выходил в издательстве ЭКСМО.